# Ноготковы-Оболенские
Ноготковы-Оболенские (Ногтевы-Оболенские) — угасший русский княжеский род, Рюриковичи, одна из множества ветвей князей Оболенских. Происходят от имевшего прозвище Ноготь князя Василия Андреевича (XIX колено от Рюрика), сына Андрея Никитича Оболенского-Ногтя. Род имел всего восемь представителей мужского пола, один из которых, князь Михаил Андреевич, перешёл (1568) в литовское подданство, и следы его рода затеряны.

## Известные представители
| №                                        | Имя, Отчество                         | № отца | Примечания                                            |
| ---------------------------------------- | ------------------------------------- | ------ | ----------------------------------------------------- |
| 1                                        | Андрей Никитич Оболенский-Ноготь      |        | Родоначальник                                         |
| 2                                        | Ноготков-Оболенский Василий Андреевич | 1      | Наместник и воевода, упоминается (1504).              |
| 3                                        | Ноготков-Оболенский Фёдор Васильевич  | 2      | Бездетен, упоминается (1504).                         |
| 4                                        | Ноготков-Оболенский Андрей Васильевич | 2      | Московский дворянин и голова (1559).                  |
| 5                                        | Ноготков-Оболенский, Михаил Андреевич | 4      | Воевода (ум. после 1579)                              |
| 6                                        | Ноготков-Оболенский, Фёдор Андреевич  | 4      | Боярин и воевода (ум. 1603)                           |
| 7                                        | Ноготков-Оболенский, Иван Андреевич   | 4      | Бездетен, первый воевода города Йошкар-Ола (ум. 1585) |
| 8                                        | Ноготков-Оболенский Фёдор Фёдорович   | 6      | Последний представитель рода.                         |
|                                          | Княжна Евдокия Фёдоровна              | 6      | Жена стольника Ивана Ивановича Бутурлина              |
|                                          | Княжна Ирина Фёдоровна                | 6      | Жена сибирского царевича Андрея Кучумовича            |
| Род князей Ноготковы-Оболенские пресекся |                                       |        |                                                       |